# Новые Зори
Новые Зори — посёлок в Павловском районе Алтайского края. Административный центр Новозоринского сельсовета.

## География
Расстояние до районного центра — села Павловск 55 км, до Барнаула 30 км.
Рельеф равнинный, климат умеренно континентальный, благоприятный для ведения сельского хозяйства. Средняя температура января — −18,6 С, июля- +20 С. Годовое количество осадков — 370 мм.

## Население
| 1997  | 1998  | 1999  | 2000  | 2001  | 2002  |
| ----- | ----- | ----- | ----- | ----- | ----- |
| 3439  | ↘3402 | ↗3756 | ↗3903 | ↘3508 | ↘3502 |
| 2003  | 2004  | 2005  | 2006  | 2007  | 2008  |
| ↘3343 | ↘3301 | ↗3393 | ↘3392 | ↗3452 | ↗3463 |
| 2009  | 2010  | 2011  | 2012  | 2013  | 2021  |
| ↗3469 | ↘3269 | ↗3273 | ↘3264 | ↗3299 | ↘3172 |

## Экономика
Крупнейшим предприятием в посёлке является птицефабрика Комсомольская. В посёлке действуют несколько предприятий малого бизнеса.

## Социальная сфера
В посёлке есть несколько учреждений образования МБОУ «Новозоринская СОШ», детский сад, библиотека, сельский дом культуры. Действует православный храм. Установлен мемориал воинам-землякам, погибшим в годы Великой Отечественной войны. Установлена почетная плита земляку Герою Социалистического труда Крюкову А. М.
В 2023 году открылась новая ледовая арена "Скиф Арена", где дети 2013 - 2019 года рождения занимаются хоккеем.